# Bonanza
Bonanza é uma série de TV, do gênero western, exibida originalmente na emissora de televisão americana NBC, de 12 de setembro de 1959 a 16 de janeiro de 1973. 
Produzida em cores, foi co-patrocinado pela fábrica de aparelhos de televisão RCA, um dos braços da NBC, e também pela Chevrolet. Tornou-se um dos maiores sucessos da televisão de todos os tempos. No gênero, somente o seriado Gunsmoke a igualou em popularidade e longevidade.
O seriado narra a saga do rancheiro viúvo Ben Cartwright (Lorne Greene), um homem de propósitos, e de seus três filhos de mães diferentes, na defesa de seu rancho Ponderosa, em Nevada. Além de Greene, outro ator da série que fez bastante sucesso foi Michael Landon, que depois estrelou os seriados Os pioneiros e O Homem que veio do céu. Lorne Greene também apareceria em outras séries, como Battlestar Galactica.
O filme piloto foi escrito por David Dortort, também produtor da série. Ele criaria outras séries e filmes de TV similares, como The Restless Gun, The High Chaparral, The Cowboys e a prequela de Bonanza, chamada Ponderosa.
Com personagens bastante humanizados, Bonanza conquistou fãs ao redor do mundo com suas histórias de bravura, honradez e coragem no Velho Oeste. Apesar do seu grande êxito, pelo menos no Brasil o seriado quase não foi reprisado, provavelmente devido ao declínio do western. Atualmente seus episódios têm sido lançados em DVD. Em 2009, o canal Rede Brasil de Televisão exibiu a série, assim como o canal a cabo TCM, em 2010. 
O também famoso tema musical de Bonanza foi criado por Jay Livingston e Ray Evans. O conhecido cantor country Johnny Cash regravou uma versão em seu álbum "Ring of Fire: The Best of Johnny Cash", de 1963. A canção teve novos arranjos em 1968 e nova versão em 1970. No período de 1970-1972 foi usada uma nova canção como tema. Na música original, o músico brasileiro Laurindo Almeida tocava o banjo.
Em Portugal, foi exibida pela RTP durante a década de 1960.

## Elenco
Atores Principais- Lorne Greene, como Ben Cartwright 

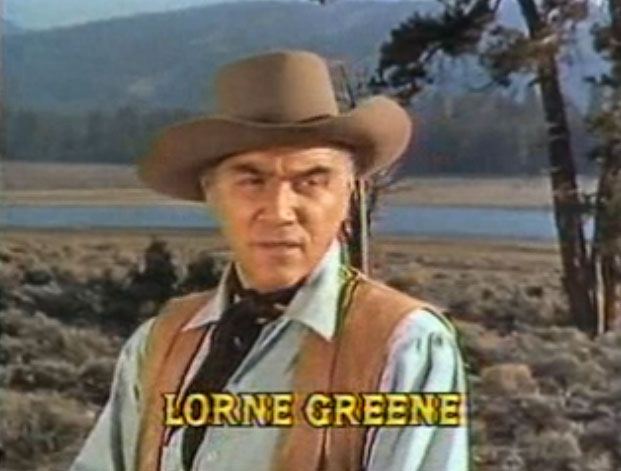
Lorne Greene, como Ben Cartwright
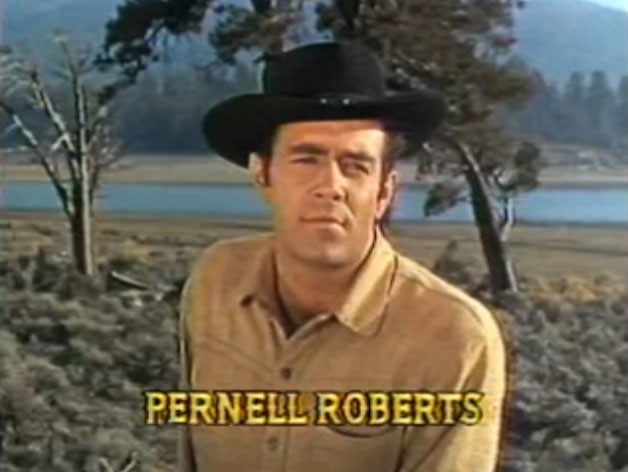
Pernell Roberts, como Adam Cartwright
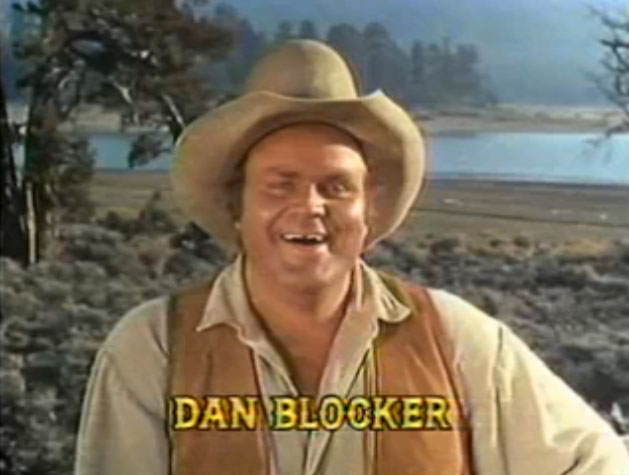
Dan Blocker, como 'Hoss' Cartwright
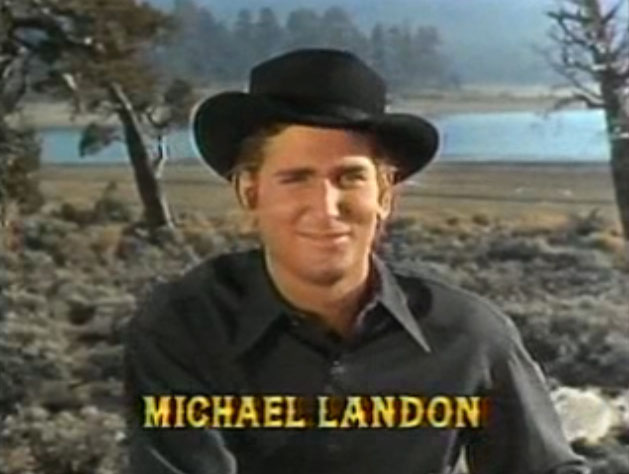
Michael Landon, como Little Joe
Atores Secundários:
- Victor Sen Yung...Hop Sing
- Ray Teal...Xerife Roy Coffee
- Bing Russel...Clem Foster
- David Canary..."Candy" Canaday (1967-1970)
- Mitch Vogel...Jamie Hunter (a partir de 1971)
- Guy Williams.... Will Cartright (1964 - 1966)

## Tramas
As histórias baseam-se nas aventuras da família Cartwright, constituída pelo viúvo Ben Cartwright e de seus três filhos: Adam Cartwright, o arquiteto da casa onde eles moram; o amável e gigantesco Eric, mais conhecido pelo apelido de "Hoss"; e o caçula impetuoso Joseph ou "Little Joe". A família tem como cozinheiro o imigrante chinês Hop Sing.
Todos vivem no rancho "Ponderosa", em Lake Tahoe, Nevada. Próximo do rancho fica a cidade de Virginia City, onde encontram-se o xerife Roy Coffee e seu auxiliar Clem Foster.

## Filmes para televisão
Foram feitos os seguintes filmes baseados em Bonanza: Bonanza: The Next Generation (1988), Bonanza: The Return (1993) e Bonanza: Under Attack (1995). Em 2001 foi produzia Ponderosa, dirigida por Kevin James Dobson e filmada na Austrália.

## Dublagem Brasil

### Versão: Arte Industrial Cinematográfica
- Direção: Rodney Gomes
  - Ben Cartwright (Lorne Greene): Garcia Neto
  - Adam Cartwright (Pernell Roberts): Carlos Campanile
  - Eric Cartwright "Hoss" (Dan Blocker): Carlos Alberto Vaccari
  - Joseph Cartwright "Little Joe" (Michael Landon): Rodney Gomes

### Versão: Peri Filmes
- - Ben Cartwright (Lorne Greene): Miguel Rosenberg / Gualter de França / Ribeiro Santos
  - Adam Cartwright (Pernell Roberts): Isaac Bardavid
  - Eric Cartwright "Hoss" (Dan Blocker): Luís Motta / Milton Gonçalves
  - Joseph Cartwright "Little Joe" (Michael Landon): Rodney Gomes

## Em Portugal
Em Portugal era exibido aos finais de semana, na RTP.